# Giorgi Asanidze
Giorgi Asanidze (gruz. გიორგი ასანიძე; ur. 30 sierpnia 1975 w Saczchere) – gruziński sztangista, dwukrotny medalista igrzysk olimpijskich i mistrzostw świata.

## Kariera
Największe sukcesy odnosił w wadze lekkociężkiej (do 85 kilogramów), ale zdarzało mu się stratować również w niższej. Pierwszy sukces w karierze osiągnął w 1998 roku, kiedy na mistrzostwach Europy w Riesa zdobył srebrny medal w wadze średniej (do 77 kg). Na rozgrywanych dwa lata później mistrzostwach Europy w Sofii zwyciężył w wadze lekkociężkiej. W tym samym roku wystartował także na igrzyskach olimpijskich w Sydney, zdobywając brązowy medal. Uzyskał w 390 kg dwuboju, podobnie jak Grek Piros Dimas i Niemiec Marc Huster, był jednak najcięższy z całej trójki i zajął miejsce na najniższym stopniu podium. Następnie zdobył złote medale podczas mistrzostw Europy w Trenczynie i mistrzostw świata w Antalyi w 2001 roku. Rok później zwyciężył na mistrzostwach Europy w Antalyi, jednak na mistrzostwach świata w Warszawie zajął drugie miejsce, przegrywając z Bułgarem Złatanem Wanewem. Ostatni medal zdobył w 2004 roku, zwyciężając w wadze lekkociężkiej na igrzyskach olimpijskich w Atenach. Pozostałe miejsca na podium zajęli Białorusin Andrej Rybakou i Piros Dimas.
W latach 1998 i 2000 ustanawiał rekord świata w rwaniu. W 1995 roku został zdyskwalifikowany na dwa lata za doping.

## Osiągnięcia[3]
| Rok  | Zawody                    | Miasto   | Miejsce | Kategoria | Wynik    |
| ---- | ------------------------- | -------- | ------- | --------- | -------- |
| 1998 | Mistrzostwa Europy 1998   | Riesa    | 2.      | -77 kg    | 360,0 kg |
| 2000 | Mistrzostwa Europy 2000   | Sofia    | 1.      | -85 kg    | 390,0 kg |
| 2000 | Igrzyska Olimpijskie 2000 | Sydney   | 3.      | -85 kg    | 390,0 kg |
| 2001 | Mistrzostwa Europy 2001   | Trenczyn | 1.      | -85 kg    | 380,0 kg |
| 2001 | Mistrzostwa świata 2001   | Antalya  | 1.      | -85 kg    | 390,0 kg |
| 2002 | Mistrzostwa Europy 2002   | Antalya  | 1.      | -85 kg    | 380,0 kg |
| 2002 | Mistrzostwa świata 2002   | Warszawa | 2.      | -85 kg    | 385,0 kg |
| 2004 | Igrzyska Olimpijskie 2004 | Ateny    | 1.      | -85 kg    | 382,5 kg |